# Polypedilum xamatari
Polypedilum xamatari är en tvåvingeart som beskrevs av Bidawid och Ernst Josef Fittkau 1996. Polypedilum xamatari ingår i släktet Polypedilum och familjen fjädermyggor. Inga underarter finns listade i Catalogue of Life.